# Marc Fulvi Petí
|  | Per a altres significats, vegeu «Marc Fulvi Curi Petí». |

Marc Fulvi Patí (en llatí Marcus Fulvius Paetinus) va ser un magistrat romà. Formava part de la gens Fúlvia i portava el cognomen de Petí.
Va ser elegit cònsol l'any 299 aC juntament amb Tit Manli Torquat. En parla Titus Livi.